# Gyömöre vasútállomás
Gyömöre vasútállomás egy Győr-Moson-Sopron vármegyei vasútállomás, Gyömöre településen, a MÁV üzemeltetésében. Az alacsony kihasználtságra hivatkozva a vonatok 2019. december 15-étől nem állnak meg menetrend szerint az állomáson, de a forgalmi szolgálat megmaradt.
Az állomás a település központjától közel másfél kilométerre délre helyezkedik el, közúti elérését a 8306-os és 8312-es utakat összekötő 83 314-es számú mellékút biztosítja.

## Vasútvonalak
Az állomást az alábbi vasútvonalak érintik:
- Győr–Celldömölk-vasútvonal

## Kapcsolódó állomások
A vasútállomáshoz az alábbi állomások vannak a legközelebb:
- Gyömöre-Tét megállóhely (Győr–Celldömölk-vasútvonal)
- Szerecseny megállóhely (Győr–Celldömölk-vasútvonal)

## Forgalom
A vasútállomás megszüntetése előtt a Győr és Celldömölk között közlekedő személyvonatok álltak itt meg.